# Sericia
Sericia là một chi bướm đêm thuộc họ Erebidae.